# Bartłomiej Kossakowski
Bartłomiej Kossakowski (ur. 1985) – polski dziennikarz, publicysta i krytyk zajmujący się nowymi technologiami i cyberkulturą. 
Jego teksty publikowały między innymi Życie Warszawy, Dziennik Gazeta Prawna oraz magazyny: Secret Service, Neo Plus, Maxim, Stuff. Był redaktorem naczelnym magazynów Play, Komputer Świat Gry i Gry dla dzieci oraz redaktorem książki Oficjalny przewodnik po grze Wiedźmin 2.
Od 2013 roku zarządza redakcją serwisu internetowego Gadżetomania.